# Ясменник Крылова
Ясменник Крылова, или Ясменник Крыловский (лат. Asperula kryloviana) — вид двудольных растений рода Ясменник (Asperula) семейства Мареновые (Rubiaceae). Растение впервые описано российской учёной-ботаником Лидией Палладиевной Сергиевской в 1936 году.
Синонимичное название — Galium krylovianum (Serg.) Pobed.; в некоторых источниках используется как основное. Кроме того, для русскоязычных источников характерны написания Asperula krylowiana, Galium krylowianum.

## Распространение, описание
Эндемик казахстанского Алтая. Встречается на Мраморной горе между аулами Акжайлау и Мойылды.
Следующее описание было дано для таксона Galium krylovianum (G. krylowianum?), в настоящее время обычно считающимся входящим в синонимику Asperula kryloviana. Травянистое растение с мутовчатым листорасположением. Листья простые, с гладким краем, без членения. Соцветие — метёлка. Цветки размером до 1 см, четырёхлепестковые, с актиноморфным либо сростнолепестным околоцветником. Плод — орешек.